# Hugo de Ibelín (fallecido en 1254)
Hugo de Ibelín (en francés: Hugues d'Ibelin; fallecido en 1254), fue el señor de Beirut desde 1247 a 1254 y príncipe titular de Galilea por matrimonio desde 1252 a 1254. Era el hijo de Balián de Ibelín, señor de Beirut y Eschiva de Montbéliard.
Se casó con María de Montbéliard, hija de Odón de Montbéliard, condestable de Jerusalén y Eschiva de Saint Omer, princesa titular de Galilea, pero el matrimonio no tuvo descendencia.